# Norbert Greiner
Norbert Greiner (* 16. November 1948 in Empelde) ist deutscher Universitätsprofessor für Anglistik an der Universität Hamburg und für Literarische Übersetzungen an der Universität Wien. Er gilt deutschlandweit als renommierter Spezialist für englische Literatur der Renaissancezeit und für Übersetzungstheorie.

## Leben
Nach dem Abitur am Humboldt-Gymnasium Hannover studierte er Germanistik, Anglistik, Philosophie und Pädagogik an der TU Hannover. Nach einem Studien- und Forschungsaufenthalt am Britischen Museum in London promovierte Greiner 1975 am Fachbereich Sprach- und Literaturwissenschaften der Universität Trier, wo er sich 1982 habilitierte.
Von 1975 bis 1982 leitete er die English Theatre Group und brachte mehrere eigene Inszenierungen (Arden, Bond, Stoppard) zur Aufführung.
Ab 1983 war Greiner Professor für Übersetzungswissenschaft: Englisch an der Universität Heidelberg, wo er auch die Funktion des Dekans und Prorektors bekleidete.
Von 2000 bis zu seiner Emeritierung 2014 war Greiner Professor der Anglistik an der Universität Hamburg.
Von 2008 bis 2010 war Greiner Professor für Literarische Übersetzungen und Leiter des Zentrums für Translationswissenschaft der Universität Wien.

## Schriften (Auswahl)
Bücher
- "Idealism" und Realism im Frühwerk George Bernard Shaws. Die Bedeutung und Funktion der Begriffe in den politischen, ästhetischen und dramatischen Schriften. Anglistische Forschungen 122 (Heidelberg 1977).
- William Shakespeare. Viel Lärm um Nichts - Much Ado About Nothing. Deutsch-Englische Studienausgabe der Dramen Shakespeares (Tübingen 1989).

Aufsätze
- "Mill, Marx and Bebel: Early Influences on Shaw's Characterization of Women," The Shaw Review 18 (1975), 10-17.
- "Shaw's Aesthetics and Socialist Realism," The Shaw Review 22 (1979), S- 33-45.
- "Der Realismusbegriff in der dramatischen Theorie des späten 19. Jahrhunderts," in E. Wolff/R. Ahrens, Hrsg., Englische und amerikanische Literaturtheorie. Studien zu ihrer historischen Entwicklung, Band 2 (Heidelberg 1979), 213-239.
- "Parodie der Verwandlung oder: Der Komparatist als Romanheld. Philip Roths The Breast," Arcadia 21 (1986), 190-202.
- "After Magritte. Stoppards philosophische Farce," Forum Modernes Theater 3 (1988), 31 - 48.
- "Peter Handke als Übersetzer Walker Percys," German Life and Letters 43 (1990), 372-386.
- "Lach- und Sprachkulturen. Soziokulturelle Varianten bei der Übersetzung englischer Lustspiele", in Fritz Paul u. a., Hrsg., Europäische Komödie im übersetzerischen Transfer (Tübingen 1993), S. 25–48.
- "Die Arbeit am Trauerspiel. Zur übersetzerischen Rezeption von Edward Moores The Gamester im 18. Jahrhundert", in Ulrike Jekutsch u. a., Hrsg., Komödie und Tragödie - übersetzt und bearbeitet, Forum Modernes Theater 16 (Tübingen 1994), S. 303–323.
- "Hamlet, Lenin oder Was Ihr Wollt - Tom Stoppards Spiele mit der Postmoderne", in: Manfred Beyer, Hrsg., Zum Begriff der Imagination in Dichtung und Dichtungstheorie. Festschrift für Rainer Lengeler zum 65. Geburtstag (Trier 1998), S. 168–185.
- "Scenic Laughter in Ben Jonson's Plays," in: Anglistentag 1999 Mainz - Proceedings, Hrsg. B. Reitz u. S. Rieuwerts (Trier, 2000), S. 161–170.
- "Die Grenzen des 'Konzept'-Theaters", Shakespeare-Jahrbuch 140 (2004), S. 215–225 (mit N. Stedman, B. Steinhage).